# Championnat de France de vitesse par équipes
Le championnat de France de vitesse par équipes (ou le sprint par équipes) est l'une des épreuves au programme des championnats de France de cyclisme sur piste. 
Jusqu'en 2015, l'épreuve est disputée par les hommes par équipes de trois et les femmes par équipes de deux. Les meilleurs pistards français ne font pas de cette course une priorité (voir par ailleurs le palmarès), contrairement aux espoirs et même aux juniors qui se disputent souvent la victoire, car l'épreuve est ouverte à toutes les catégories.
Depuis 2016, seuls les juniors (17/18 ans) participent à l'épreuve.

## Palmarès masculin

### Élites
| Année | Vainqueur                                                             | Deuxième                                                     | Troisième                                           |
| ----- | --------------------------------------------------------------------- | ------------------------------------------------------------ | --------------------------------------------------- |
| 2005  | Kévin Sireau Mathieu Mandard Alexis Jarry                             | Sébastien Henriette Vianney Eric Chane Hin Chun Thomas Pitou | Grégory Baugé Michaël D'Almeida Nicolas Bourin      |
| 2006  | Michaël D'Almeida Grégory Baugé Rémi Rano                             | François Pervis Tony Guinhut Julien Courteille               | Sébastien Henriette Didier Henriette Thomas Bonafos |
| 2007  | Kenny Cyprien Charlie Conord Thierry Jollet                           | Thomas Bonafos Didier Henriette Axel Sevieri                 | Alexandre Volant Yann Zoonekyndt Benjamin Bury      |
| 2008  | Julien Palma Sébastien Marques Alexandre Piat                         | Sullivan Clet Faustin Mandil Florian Vernay                  | Kévin Guillot Guillaume Labat Judicaël Le Champion  |
| 2009  | Vincent Picaud Kévin Guillot Judicaël Le Champion                     | Marc Sarreau Julien Palma Sébastien Marques                  | Guillaume Gonzalez Sébastien Court Mickaël Valenza  |
| 2010  | Sébastien Marques Julien Palma Victor Palma                           | Erwann Aubernon Dany Maffeïs Benjamin Édelin                 | Kévin Le Sellin Vincent Picaud Kévin Guillot        |
| 2011  | Erwann Aubernon Benjamin Edelin Killian Évenot                        | Anthony Jacques Julien Palma Enzo Boisset                    | Jérémy Paillusson Antoine Masson Maxence Pousse     |
| 2012  | Thomas Valadier Killian Évenot Erwann Aubernon                        | Thomas Denis Théophile Leblanc Kévin Sellier                 | Thomas Copponi Enzo Ceausu Guillaume Gonzalez       |
| 2013  | Killian Évenot Maxime Vienne Melvin Landerneau                        | Clément Barbeau Benjamin Gil Antoine Bouveret                | Axel Evengue Enzo Ceausu Thomas Copponi             |
| 2014  | Christopher Lamaille Sébastien Vigier Melvin Landerneau               | Valentin Tabellion Enzo Boisset Benjamin Gil                 | Pierre Lesage Théophile Leblanc Alex Morice         |
| 2015  | Christopher Lamaille Sébastien Vigier Melvin Landerneau Maxime Vienne | Valentin Tabellion Williams Demay Ivan Villiers              | Cédric Brierre Tristan Sélivert Alexandre Finos     |

### Juniors
| Année | Vainqueur                                                                    | Deuxième                                                                   | Troisième                                                        |
| ----- | ---------------------------------------------------------------------------- | -------------------------------------------------------------------------- | ---------------------------------------------------------------- |
| 2016  | Rhône-Alpes Florian Grengbo Rayan Helal Lucas Ronat                          | Île-de-France Alexis Malbois Alan Jordy-Thicot Maxime Vienne               | Bretagne Baptiste Le Vigouroux Titouan Renvoisé Pierre Lesage    |
| 2017  | Auvergne-Rhône-Alpes Nicolas Verne Florian Grengbo Rayan Helal               | Hauts-de-France Louis Zolopa Tom Derache Baptiste Gourguechon Kenny Casper | Bretagne Axel Laurance Titouan Renvoisé Baptiste Le Vigouroux    |
| 2018  | Pays de la Loire Valentin Bramouille Adrien Baron Bryan Monnier              | Centre Val de Loire Paulin Lombard Valentin Beyer                          | Occitanie Timmy Gillion Arnaud Cascaro Mathieu Delayen           |
| 2019  | Hauts-de-France Matthieu Gourguechon Oscar Caron Théo Bracke                 | Pays de la Loire Hugo Guillard Clarence Genaudeau Valentin Bramoulle       | Occitanie Sébastien Llamas Thierry Fontanille Clément Lecerf     |
| 2021  | Hauts-de-France Matthieu Gourguechon Oscar Caron Antoine Capelle             | Bretagne Vincent Cloarec Étienne Oliviero Thomas Hinault                   | Île-de-France Enzo Leclerc Noé Colsy Cyprien Goussot             |
| 2022  | Île-de-France- Théo Tuncq - Félix Tilly - Mathis Adélaïde                    | Bretagne- Étienne Oliviero - Maël Rampal - Lucas Le Normand                | La Réunion- Gaëtan Mallard - Nicolas Laugier - Yann Velna        |
| 2023  | Bretagne- Tristan Favennec - Julien Hinault - Lucas Le Normand               | Île-de-France- Elliott Legemble - Théo Tuncq - Félix Tilly                 | Occitanie- Maxence Lyonnet - Samuel Poitevin - Yann Velna        |
| 2024  | Bretagne- Nahel Belhadj - Rafe Cushway - Tristan Favennec - Etienne Oliviero | La Réunion- Jérémy Boyer - Nicolas Laugier - Louis Fuhrmann                | Auvergne-Rhône-Alpes- Julian Merlin - Adrien Place - Jules Friot |

## Palmarès féminin

### Élites
| Année | Vainqueur                       | Deuxième                      | Troisième                         |
| ----- | ------------------------------- | ----------------------------- | --------------------------------- |
| 2012  | Sophie Creux Laurie Berthon     | Lise Labat Laudine Genée      | Mélissandre Pain Marie Dufour     |
| 2013  | Sandie Clair Roxane Fournier    | Marie Dufour Mélissandre Pain | Mélissa Bourhis Laudine Genée     |
| 2014  | Mélissa Bourhis Cécilia Le Bris | Marie Dufour Juliette Poirier | Maéva Paret Peintre Marion Borras |
| 2015  | Camille Morice Cécilia Le Bris  | Mathilde Gros Elina Dragoni   | Emma Borde Marion Loustanau       |

### Juniors
| Année | Vainqueur                                                       | Deuxième                                                   | Troisième                                                                  |
| ----- | --------------------------------------------------------------- | ---------------------------------------------------------- | -------------------------------------------------------------------------- |
| 2016  | Bretagne Typhaine Laurance Floriane Huet                        | Aquitaine Emma Borde Marion Loustanau                      | Rhône-Alpes Doraia Helal Maëva Paret-Peintre                               |
| 2017  | Île-de-France Mathilde Gros Taky Marie-Divine Kouamé            | Bretagne 2 Marie-Morgane Le Deunff Noémie Toquet           | Bretagne 1 Floriane Huet Maryanne Hinault                                  |
| 2018  | Bretagne Floriane Huet Marie-Morgane Le Deunff                  | Pays de la Loire Flavie Boulais Bénédicte Ollier           | Centre Val de Loire Lucie Liboreau Maylis Sarron                           |
| 2019  | Île-de-France Farrah Prudent Océane Goergen                     | Pays de la Loire Flavie Boulais Bénédicte Ollier           | Centre-Val de Loire Maxine Rossignol Maylis Sarron                         |
| 2021  | Île-de-France Lara Lallemant Lilou Ledeme Farrah Prudent        | Bretagne Ilona Rouat Angelina Robic Maurène Trégouët       | Centre-Val de Loire Clémence Chéreau Léane Tabu Maxine Rossignol           |
| 2022  | Île-de-France- Lilou Ledeme - Farrah Prudent - Doriane Kaufmann | Bretagne- Eva Philippe - Ilona Rouat - Maurène Trégouët    | Hauts-de-France- Elina Cabot - Kloé Saugrain - Ambre Radadi                |
| 2023  | Hauts-de-France- Clémence Mengin - Kloé Saugrain - Elina Cabot  | Île-de-France- Manon Leclerc - Lisa Guillet - Lilou Ledeme | Auvergne-Rhône-Alpes- Léa Bourasseau - Marion Cartier - Emma Jimenez Palos |
| 2024  | Île-de-France- Manon Leclerc - Lisa Guillet - Lilou Ledeme      | Bretagne- Jessica Rouat - Eva Philippe - Ilona Rouat       | Bretagne- Pauline Jaffre - Iléna Simon - Léonie Jaffre                     |